# Альваро Мехія Перес
Альваро Мехія Перес (ісп. Álvaro Mejía Pérez, нар. 18 січня 1982, Мадрид) — іспанський футболіст, що грав на позиції захисника. По завершенні ігрової кар'єри — тренер. З 2022 року очолює тренерський штаб команди «Аш-Шаханія».
Виступав, зокрема, за клуб «Реал Мадрид».
Чемпіон Іспанії.

## Ігрова кар'єра
Народився 18 січня 1982 року в місті Мадрид.
У дорослому футболі дебютував 2001 року виступами за команду «Реал Мадрид C», в якій провів один сезон. 
Протягом 2002—2004 років захищав кольори клубу «Реал Мадрид Кастілья».
Своєю грою за останню команду привернув увагу представників тренерського штабу клубу «Реал Мадрид», до складу якого приєднався 2004 року. Відіграв за королівський клуб наступні три сезони своєї ігрової кар'єри. За цей час виборов титул чемпіона Іспанії.
Згодом з 2007 по 2014 рік грав у складі команд «Реал Мурсія», «Арль-Авіньйон», «Коньяспор», «Альмерія» та «Ерготеліс».
Завершив ігрову кар'єру у команді «Аш-Шаханія», за яку виступав протягом 2014—2020 років.

## Кар'єра тренера
Розпочав тренерську кар'єру невдовзі по завершенні кар'єри гравця, 2022 року, очоливши тренерський штаб клубу «Аш-Шаханія». Наразі досвід тренерської роботи обмежується цим клубом, у якому Альваро Мехія Перес працює і досі.

## Титули і досягнення
- Чемпіон Іспанії (1):

«Реал Мадрид»: 2006-2007